# Turgut Özal
Turgut Özal (pronunciació AFI tuɾˈɡut øˈzaɫ; 13 d'octubre, 1927 17 d'abril de 1993) fou Primer Ministre de Turquia (1983-1989) i President de Turquia (1989-1993). Com a Primer Ministre, transformà l'economia de Turquia, preparant el camí per a la privatització de moltes empreses estatals.

## Primers anys
Turgut Özal va néixer a Malatya i era també descendent parcial de kurds Cursà estudis primaris a Silifke i secundaris a Mardin i Kayseri. Posteriorment, Özal estudià enginyeria elèctrica a la Universitat Tècnica d'Istanbul, on es va graudar el 1950.
Entre 1950-1952, treballà a l'Administració de l'Estat per a la planificació de l'energia elèctrica i va continuar els seus estudis als Estats Units sobre enginyeria elèctrica i enginyeria de gestió entre 1952-1953. Després del seu retorn a Turquia, treballà en el mateix organisme altre cop, fent projectes d'electrificació fins a 1958. Özal estigué al Departament de Planificació Estatal el 1959, i al Departament de Coordinació de Planificació el 1960. Després del seu servei militar el 1961, treballà en unes quantes organitzacions estatals en càrrecs de direcció i fou professor a l'ODTÜ (Universitat Tècnica de l'Orient Mitjà). Retornat al servei estatal, fou sotssecretari del Primer Ministre Süleyman Demirel fins al cop militar del 12 de setembre de 1980.

## Carrera política
Els governs militars de Kenan Evren el nomenaren ministre estatal i vice primer ministre a càrrec dels afers econòmics fins al juliol de 1982.

### Etapa delPartit de la Mare Pàtria
El 20 de maig de 1983 fundà el Partit de la Mare Pàtria (Anavatan Partisi) i n'esdevingué el seu líder.

### Primer ministre
El partit guanyà les eleccions legislatives turques de 1983 i per encarrec del general Kenan Evren, president de Turquia, formà el govern on es convertí en el 19è primer ministre el 13 de desembre de 1983. El 1987 esdevingué altre cop primer ministre després de guanyar les eleccions legislatives turques de 1987.

### Intent d'assassinat
El 18 de juny, 1988 sobrevisqué a un intent d'assassinat durant el congrés de partit. Una bala li tocà el dit, mentre una altra bala fa fallar a tocar-li el cap. L'assassí, Kartal Demirağ, va ser capturat i condemnat a cadena perpètua, però va ser perdonat per Özal el 1992.
Demirağ era presumptament un membre de la Contraguerrilla (la branca turca de l'Operació Gladio), contractat pel seu líder més dur, el general Sabri Yirmibeşoğlu. Dos mesos més tard, Yirmibeşoğlu esdevingué el secretari general del Consell de Seguretat Nacional. Durant el període de Yirmibeşoğlu com a secretari general, Özal sentí a parlar de les possibles implicacios de Yirmibeşoğlu en aquest afer, i el forçà a retirar-se.
A finals del 2008, Demirağ va ser tornat a jutjar per un tribunal d'Ankara, i condemnat a 20 anys de presó.

### President de Turquia
El 9 de novembre de 1989, Özal esdevingué el vuitè President de Turquia elegit per la Gran Assemblea Nacional de Turquia i el primer president que havia nascut ja a la nova República de Turquia i no pas al vell Imperi Otomà.
Amb la dissolució de la Unió Soviètica, Özal va fer un esforç per crear aliances amb els països túrquics de l'Àsia central així com Azerbaidjan a la Transcaucàsia.
Özal donà suport a la coalició contra l'Iraq durant la Guerra del Golf de 1991.
El febrer de 1991, se'l va fer Honorary Companion de l'Orde d'Austràlia (AC), l'honor civil més alt d'Austràlia, "per raó del seu destacat servei en les relacions turc-australianes".

## Mort
El 17 d'abril de 1993, Özal moria per un sospitós atac de cor mentre encara era president la qual cosa va portar a alguns a sospitar d'un assassinat. La seva muller Semra Özal afirmà que va ser enverinat amb una llimonada i qüestionà la manca d'una autòpsia. Les mostres de sang que es considera que van determinar les causes de la seva mort es van perdre o van ser eliminades.
Özal va tractar de crear una unió túrquica, i havia obtingut el compromís d'uns quants presidents. La seva muller Semra al·legà que l'autor podria haver volgut frustrar el pla.
Fou enterrat amb un funeral d'estat prop del mausoleu d'Adnan Menderes. En el catorzè aniversari de la seva mort, milers de persones es van aplegar a Ankara en record seu.
El 25 de novembre de 2012, una autòpsia en el cos d'Özal va mostrar evidència d'enverinament.

## Família
Amb la seva muller Semra, Özal va tenir dos fills, i una filla. Un dels seus fills, Ahmet Özal, va ser elegit membre del parlament en les eleccions de 1999, però es va quedar fora després de les eleccions de 2002.